# Orestes de Tíana
Orestes (en grec antic: Ὀρέστης) fou un metge grec cristià natural de Tíana (Capadòcia) que va patir martiri en la persecució de Dioclecià cap a l'any 303.
Simeó Metafrastes (que l'anomena Arestes) dona un interessant relat de les tortures a què suposadament va ser sotmès i de la seva mort. També l'esmenta el Menologi. Va ser canonitzat per les esglésies grega i romana i la seva commemoració és el 9 de novembre.